# Галина (приток Когильника)
Галина или Гальина, Валя-Гальбина (рум. Galbena) — левый приток реки Когильник, расположенный на территории Хынчештского, Чимишлийского района (Молдавия).

## География
Длина — 20 км. Площадь бассейна — 98,6 км². Русло реки (отметки уреза воды) в среднем течении () находится на высоте м над уровнем моря. Русло кроме приустьевой части, выпрямлено в канал (канализировано), шириной 5 и 8 м и глубиной 3 и 1,5 м в среднем и нижнем течении соответственно. Пойма заболоченная с прибрежно-водной растительностью. На реке создано несколько водохранилищ. Крупнейшее водохранилище (севернее села Буцены), по состоянию местности на 1985 год, имеет плотину (земляная) длиной 220 м, шириной по верху 4 м; отметка верхнего уровня воды водохранилища 153,1, нижнего — 149,1.
Берёт начало восточнее села Фундул-Галбеней. Река течёт на юг. Впадает в реку Когильник (на 184-м км от её устья) в селе Гура-Галбеней.
Притоки: (от истока к устью) нет крупных.
Населённые пункты (от истока к устью):
1. Буцены
2. Фарладаны
3. Ивановка
4. Гура-Галбеней